# داور چهارم
در فوتبال داور چهارم یکی از کمک‌داوران و دستیاران داور است. داور چهارم وظایفی مانند تنظیم تعویض‌های هرتیم و بالابردن شماره بازیکنی که باید بیرون بیاید و با بازیکن دیگر که شماره‌اش است، تعویض‌شود.